# Arnaville
Arnaville település Franciaországban, Meurthe-et-Moselle megyében. Lakosainak száma 561 fő (2022. január 1.). Arnaville Arry, Gorze, Novéant-sur-Moselle, Bayonville-sur-Mad és Pagny-sur-Moselle községekkel határos.

## Népesség
A település népességének változása:
| Lakosok száma | 663  | 583  | 597  | 592  | 607  | 568  | 565  | 563  | 563  | 561  |
|               | 1968 | 1982 | 1990 | 2006 | 2013 | 2015 | 2017 | 2019 | 2020 | 2022 |